# Jari Ehrnrooth
Jari Olavi Ehrnrooth. född 19 augusti 1959 i Ilomants, är en finländsk författare, historiker och kulturvetare. 
Bland hans produktion märks romaner, fri prosa, essäer, dramor samt vetenskapliga undersökningar och inlägg i samtidsdebatten. Han har erhållit en del utmärkelser, bland annat av Finlands Akademi, där han också verkat som forskare vid Helsingfors universitet. 